# Alcippe variegaticeps
Az Alcippe variegaticeps a madarak osztályának verébalakúak (Passeriformes) rendjébe és a Pellorneidae családjába tartozó faj.

## Rendszerezése
A fajt Yen Kwok-yung  írta le 1932-ben. Besorolás vitatott, egyes szervezetek a Schoeniparus nembe sorolják Schoeniparus variegaticeps néven. Sorolták a Pseudominla nembe Pseudominla variegaticeps néven is.

## Előfordulása
Délkelet-Ázsiában, Kína területén honos. A természetes élőhelye a szubtrópusi vagy trópusi hegyi esőerdők, édes vizek környéke. Állandó, nem vonuló faj.

## Megjelenése
Testhossza 10-11,5 centiméter.

## Életmódja
Rovarokkal és pókokkal táplálkozik.